# Haymarket
Pour l’article homonyme, voir Haymarket (homonymie).
Haymarket ("Marché aux foins") est une rue de Londres, au Royaume-Uni.

## Situation et accès
Située dans le quartier St. James's de la Cité de Westminster, la rue s'étend de Coventry Street (non loin de Piccadilly Circus) à Pall Mall, Pall Mall East et Cockspur Street. On y trouve des restaurants luxueux, deux théâtres renommés, le Théâtre Royal (Theatre Royal) ainsi que le Her Majesty's Theatre, (Théâtre de Sa Majesté), un complexe cinématographique et la New Zealand House, siège du haut-commissariat de Nouvelle-Zélande au Royaume-Uni.
Haymarket est parallèle à Lower Regent Street (la partie de Regent Street située au sud de Piccadilly Circus) et ces rues sont chacune à sens unique et combinées. Ainsi, Lower Regent Street permet aux véhicules de circuler vers le nord, alors que Haymarket permet de circuler vers le sud. Ces deux rues font partie de la route A4 (A4 road), qui part du centre de Londres pour aller vers l'ouest de la capitale.
La station de métro la plus proche est  Piccadilly Circus, desservie par les lignes  Bakerloo  Piccadilly.

## Origine du nom
"Hay" désigne en anglais le foin, des "haymarket" (marché au foin) sont donc très courants dans les villes anglo-saxonnes (l'exemple du Massacre de Haymarket Square à Chicago a rendu ce marché célèbre).

## Historique
La rue fait partie du quartier des théâtres de Londres, le West End, et, d'une manière générale, est un lieu d'implantation privilégié pour les théâtres depuis le XVIIe siècle. Le Théâtre de la Reine (Queen's Theatre), réalisé par John Vanbrugh, a ouvert ses portes en 1705. Au début, il est prévu d'y jouer des pièces dramatiques, mais rapidement, le théâtre apparaît plus adapté aux opéras. C'est dans ces mêmes lieux que Georg Friedrich Haendel donne la première de nombreux opéras ou oratorios qu'il a composés (pour plus de détails, voir ceci). Le Queen's Theatre est rebaptisé King's Theater (Théâtre du Roi) à la mort de la reine Anne en 1714. Après que le bâtiment de John Vanbrugh est détruit par le feu en 1790, un autre Théâtre du Roi est construit exactement au même endroit. Celui-ci est à son tour détruit par le feu et, en 1897, encore une fois, le théâtre ouvre ses portes, mais sous le nom de His Majesty's Theatre. Cet édifice est celui qui sert encore de nos jours pour les productions musicales d'envergure, avec un nom différent toutefois, Her Majesty's Theatre, c'est-à-dire le nom actuel. Sur Haymarket se trouve un autre théâtre, le Théâtre Royal, construit par John Nash en 1820, en remplacement d'un ancien théâtre qui avait ouvert dans les années 1720.
Il y a longtemps, la rue était un haut lieu de la prostitution, ce qui n'est plus le cas de nos jours.
Dans ses mémoires, Casanova raconte sa visite au Prince of Orange Coffee House, situé en face du King's Theatre :
Attentif à ne pas me désorienter, je vais au hasard, et un quart d'heure après j'entre dans un café où il y avait beaucoup de monde. C'était le café d'Orange fameux à cause de ceux qui le fréquentaient, qui étaient la lie de tous les mauvais sujets italiens qui étaient à Londres.
Une des voitures piégées découvertes à Londres le 30 juin 2007 était garée dans cette rue.

## Bâtiments remarquables et lieux de mémoire
- Theatre Royal Haymarket